# Четверик Григорій Валерійович
Григорій Валерійович Четверик (рос. Григорий Валерьевич Четверик; нар. 19 липня 1987, Набережні Челни, СРСР) — російський футболіст, півзахисник. Син футбольного тренера Валерія Четверика.

## Життєпис
Розпочинав свою кар'єру в клубі «Краснодар-2000». У сезоні 2011/12 років виступав в дивізіон у складі владимирського «Торпедо». Після того, як «чорно-білі» втратили професіональний статус, виїхав до Білорусі, де зіграв одну гру в місцевій Прем'єр-Лізі за клуб «Гомель».
Останньою командою в кар'єрі Четверика була ялтинська «Жемчужина».